# Уральский алюминиевый завод

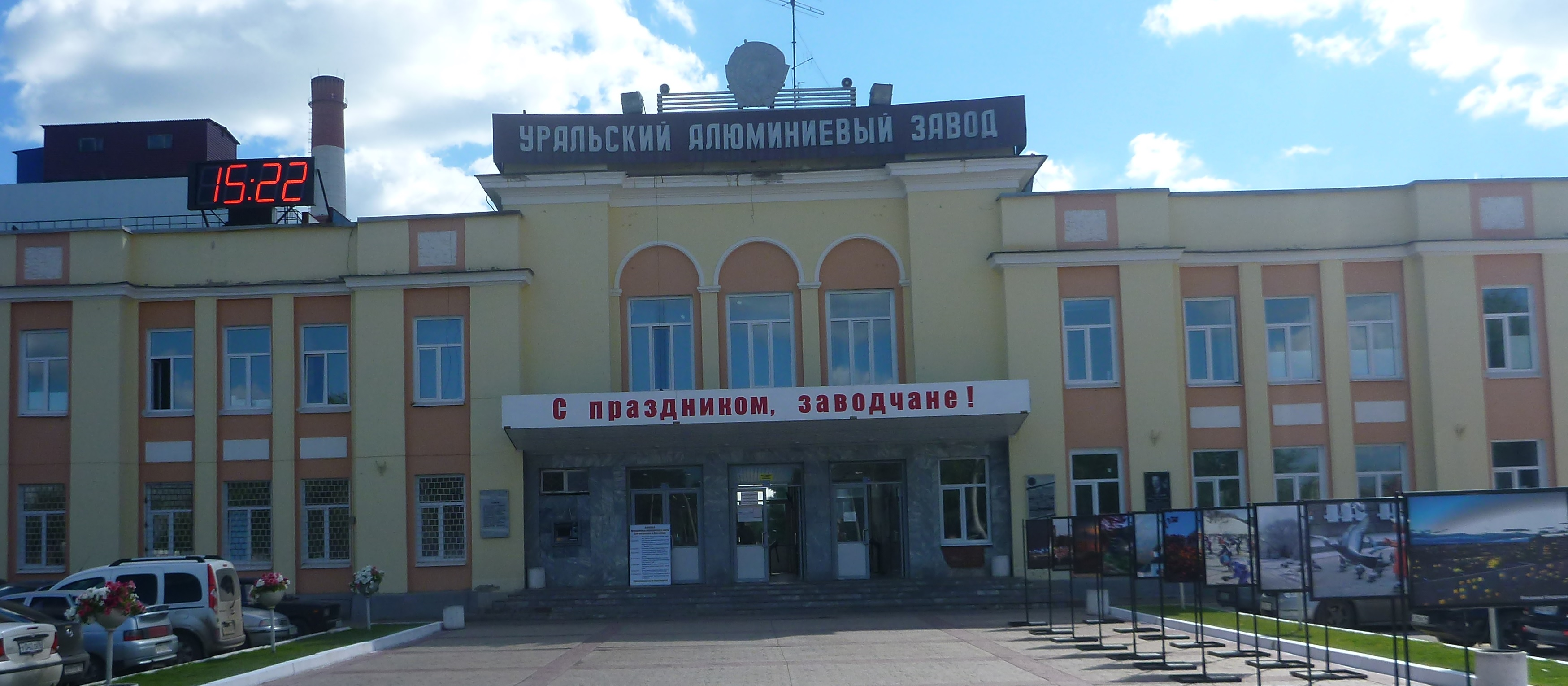
Центральная проходная завода

Уральский алюминиевый завод (УАЗ) — комплекс по производству глинозёма, в прошлом одно из крупнейших предприятий алюминиевой промышленности СССР. Завод был запущен в 1939 году. Расположен в городе Каменск-Уральский Свердловской области.

## История
Пуск завода состоялся 5 сентября 1939 года. Здесь впервые в СССР были применены более мощные электролизёры с самообжигающимися анодами при боковом токоподводе на силу тока 55 кА. Снабжение УАЗа энергией осуществлялось с расположенной рядом с заводом Красногорской ТЭЦ, которая впоследствии приобрела статус самостоятельного предприятия. Первым директором УАЗа был Виктор Петрович Богданчиков.

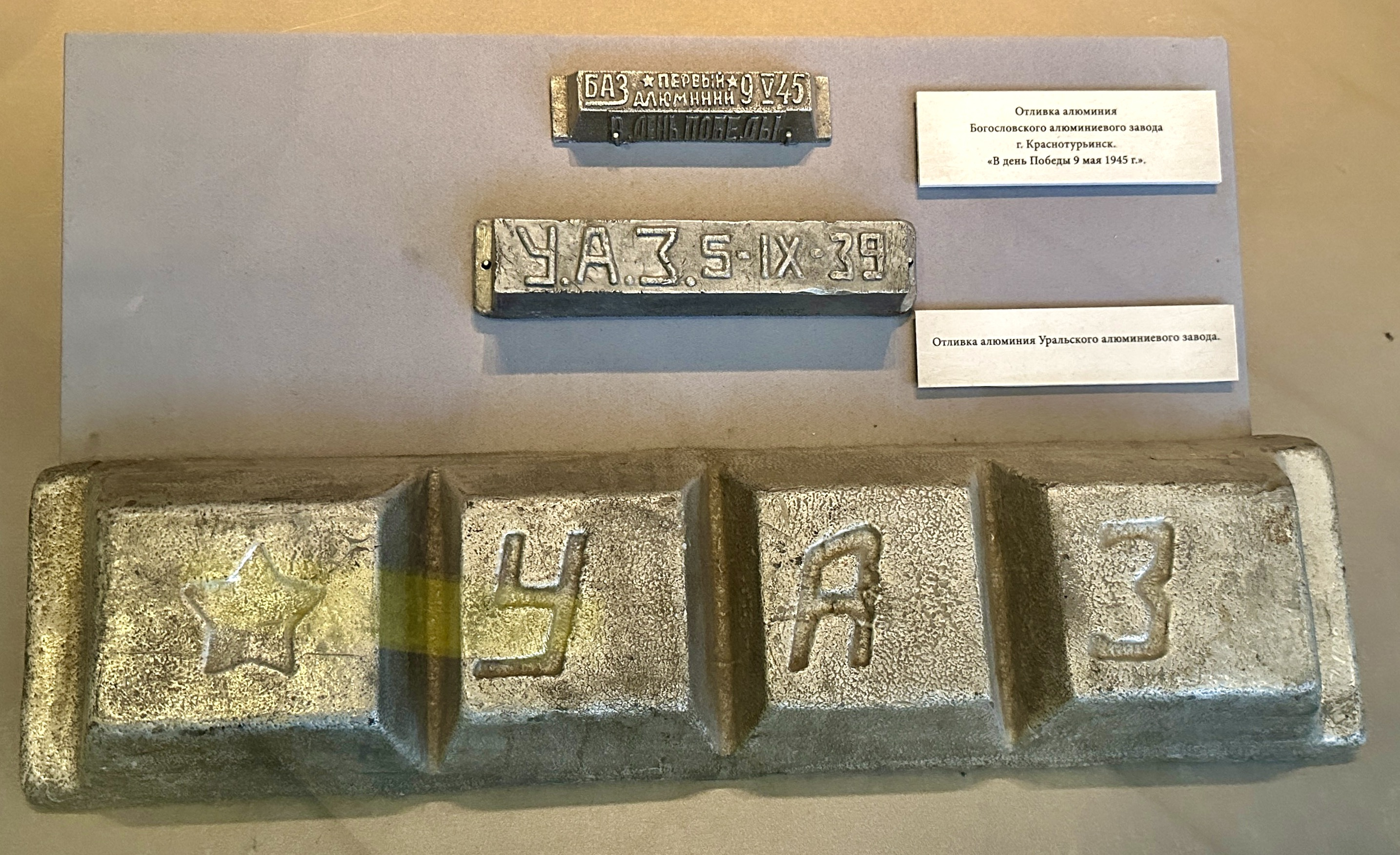
Отливки УАЗа в музее

В годы Великой Отечественной войны, с августа 1941 года, УАЗ являлся единственным заводом в стране по выпуску алюминия, так как западные территории страны, где были расположены Днепровский, Волховский и Тихвинский алюминиевые заводы были оккупированы. Директором завода в годы войны был назначен директор Днепровского алюминиевого завода (ныне Запорожский алюминиевый завод) Ефим Павлович Славский. На заводе в годы войны в связи с его исключительно важным значением для обороны страны почти постоянно находился нарком цветной металлургии СССР Пётр Фадеевич Ломако.
В годы войны, в 1942 году при УАЗе был открыт алюминиевый техникум. Во время Сталинградской битвы, в январе 1943 года, открылась детская музыкальная школа. Дворец культуры УАЗа начал строиться в 1944 году.
За снабжение авиационной и танковой промышленности алюминием и его сплавами 23 февраля 1945 года УАЗ был награждён Орденом Ленина.
В послевоенный период основными потребителями металла (около 80 %) были оборонный комплекс, авиационная промышленность, машиностроение и строительство, которые резко сократили своё производство в период 1990-х годов. В условиях обвала внутреннего спроса единственным выходом для алюминиевых предприятий стал экспорт металла, который, несмотря на колебания мировой конъюнктуры, в целом обеспечил выживание российской алюминиевой промышленности.
В 1993 году началась приватизация алюминиевой промышленности. В процессе приватизации в России контрольный пакет оказался у компании Ренова, контролируемой Виктором Вексельбергом и Леонидом Блаватником. С приобретения компанией Ренова в 1994—1995 годах крупных пакетов акций ИркАЗа и УАЗа началась история Сибирско-Уральской алюминиевой компании, которая была создана в сентябре 1996 года в результате объединения акционерных капиталов Иркутского и Уральского алюминиевых заводов.
В 2007 году завод, также как и вся группа СУАЛ вошли в состав компании Российский алюминий. В настоящее время завод имеет статус филиала «РУСАЛ Урал», являясь структурной единицей компании Российский алюминий.
В 2013 году законсервирован электролизный цех, после чего прекратилось производство алюминия.

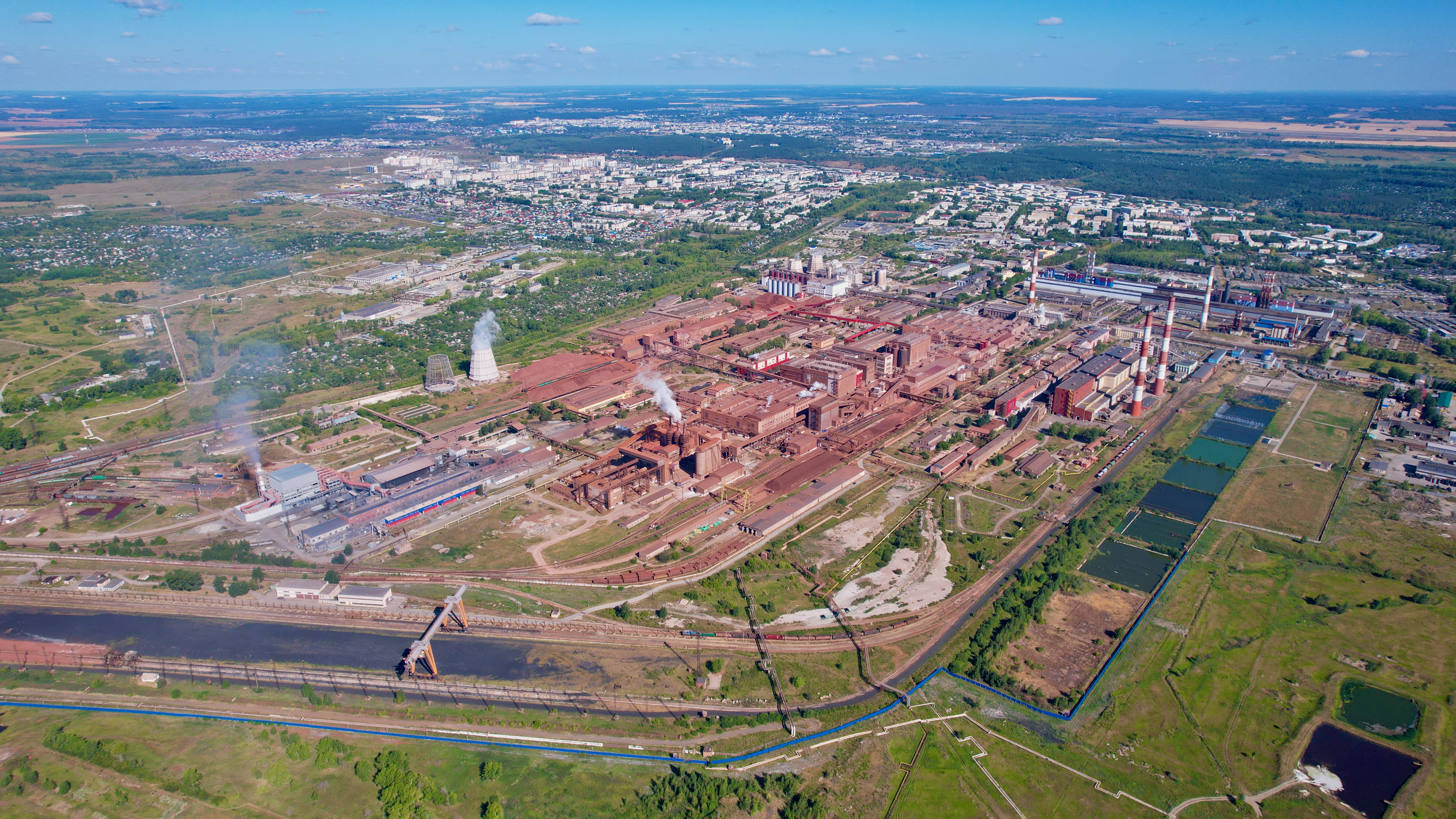
Вид с высоты
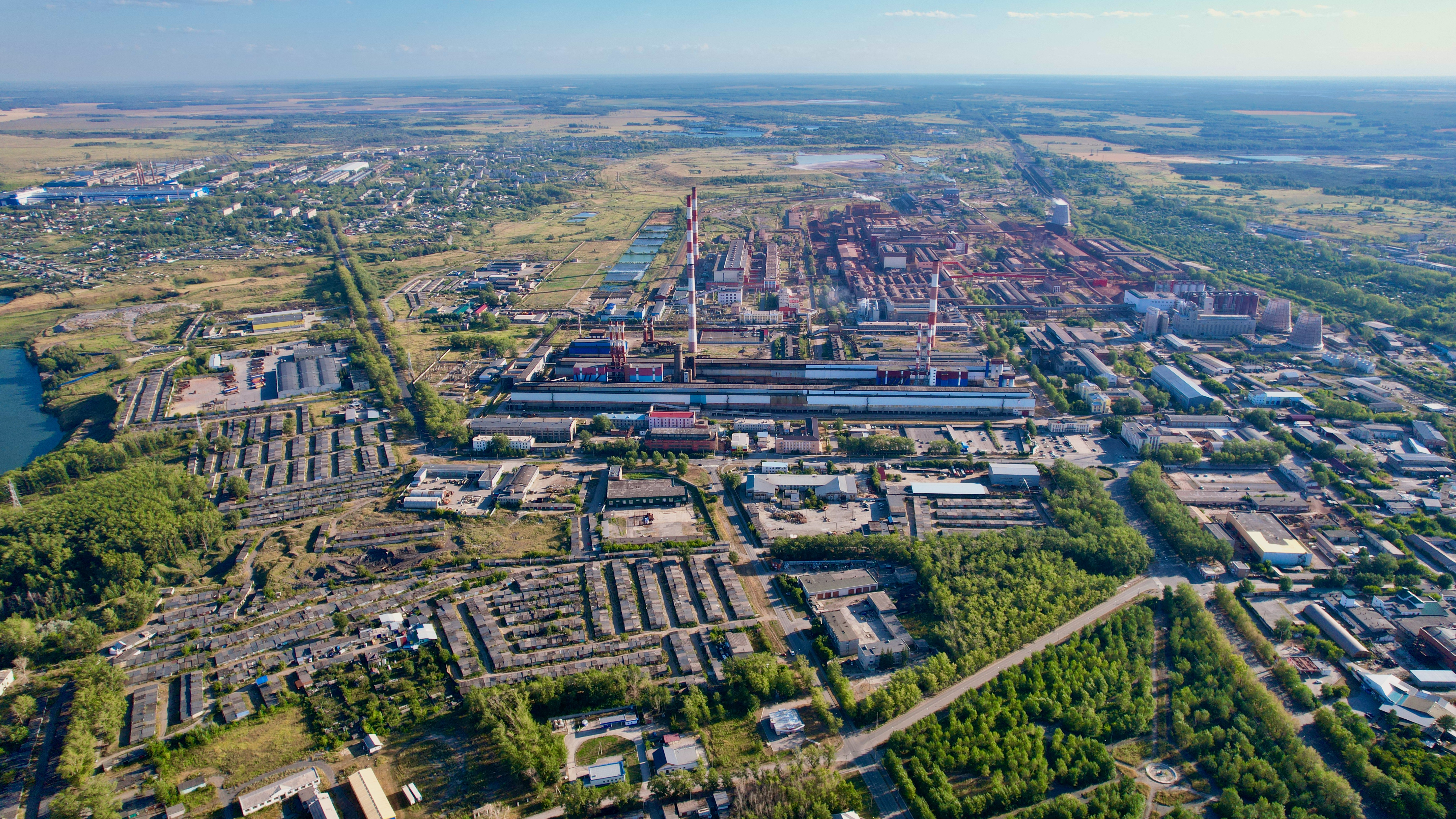
Вид с высоты
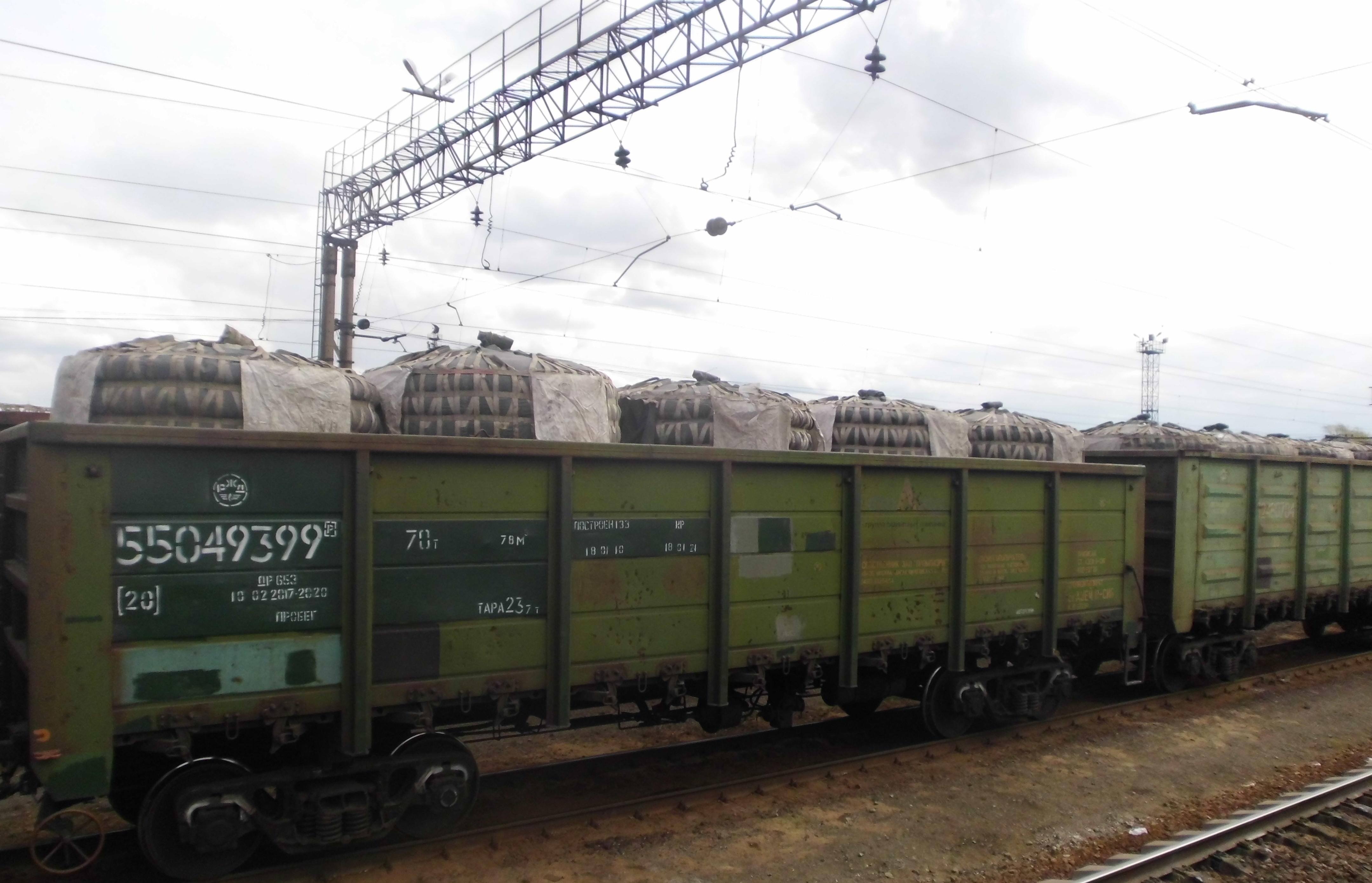
Полувагоны гружённые глинозёмом на железнодорожной станции УАЗ
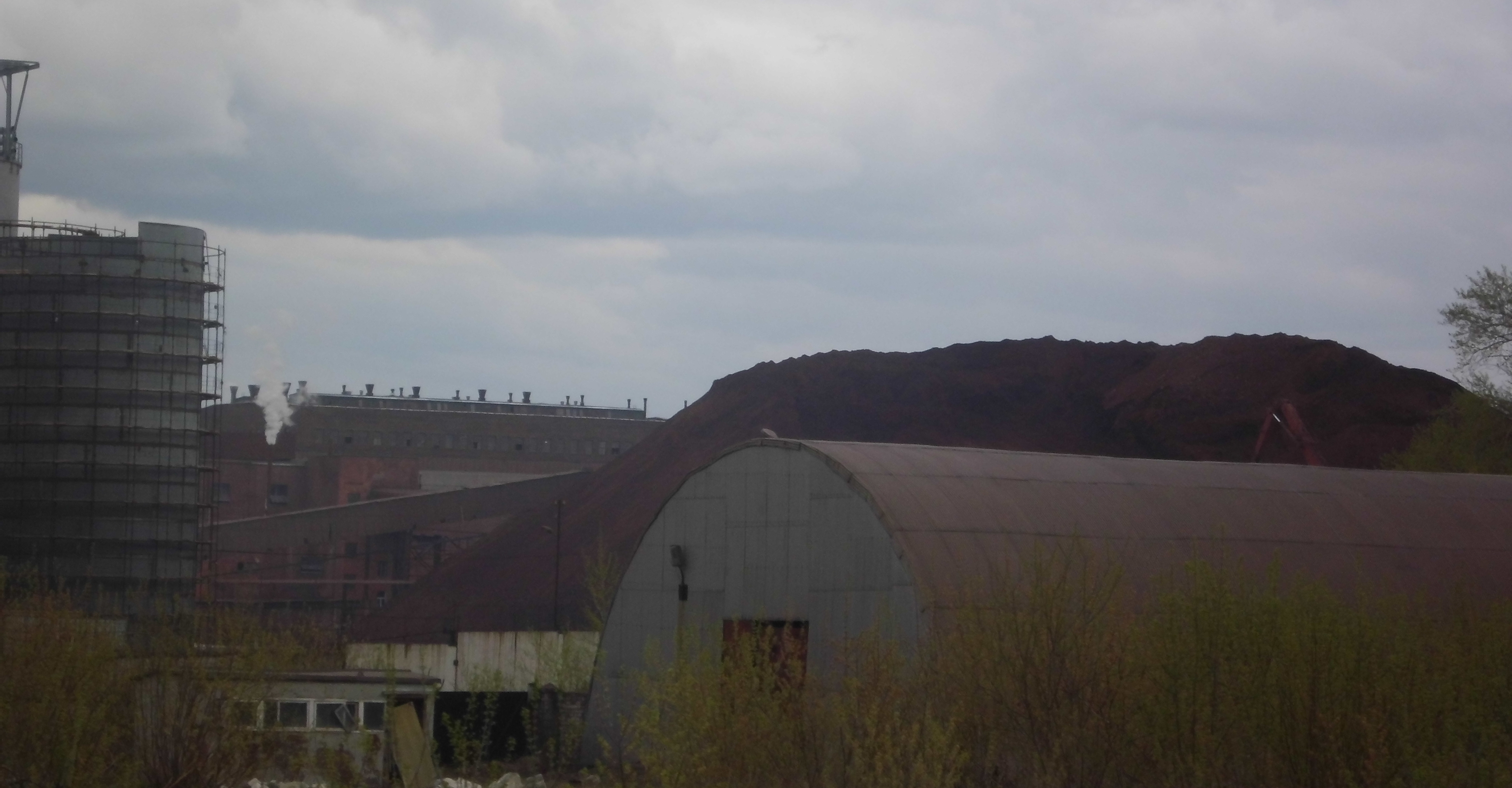
Запасы сырья на территории завода
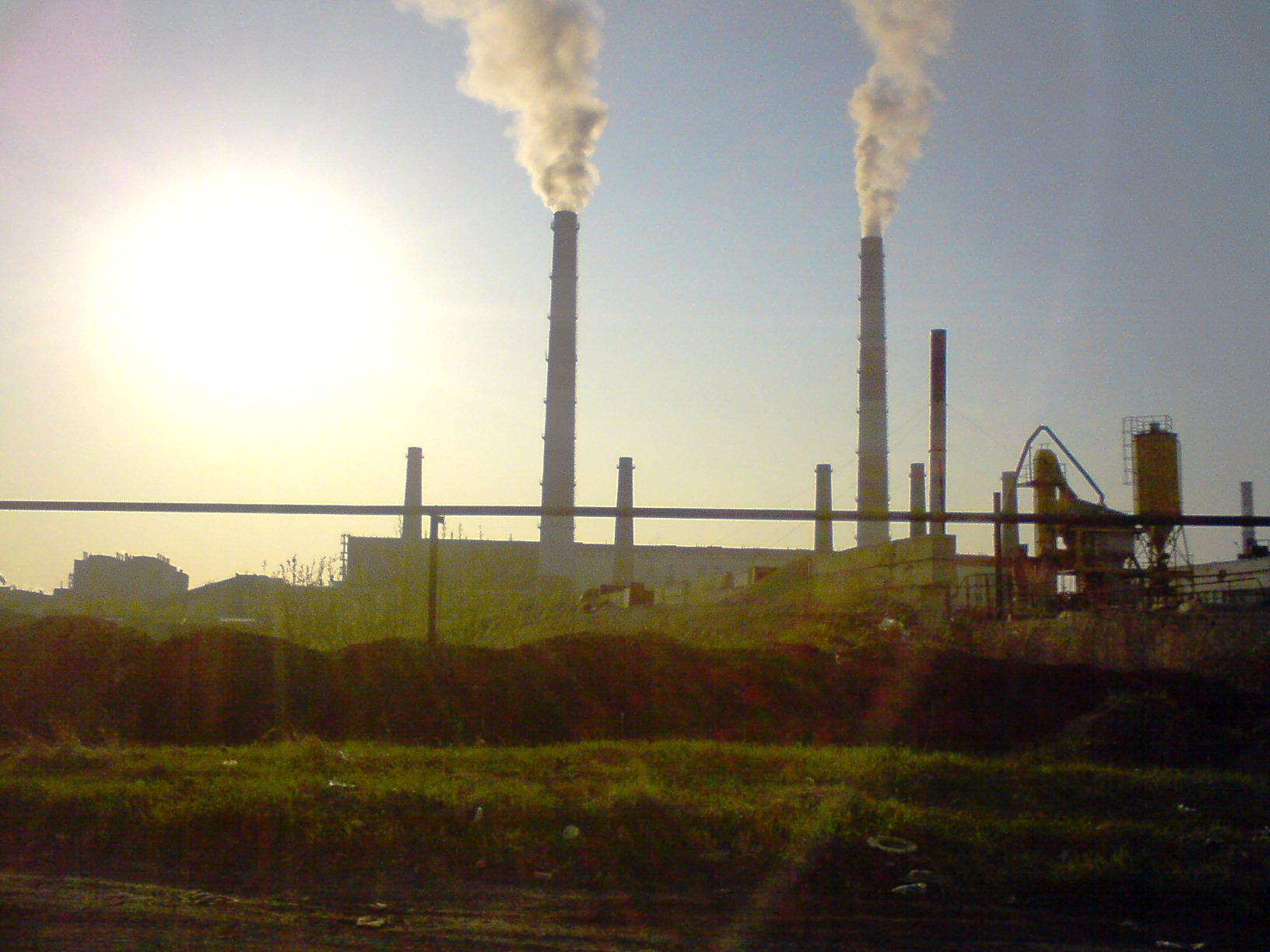
УАЗ и Красногорская ТЭЦ, вырабатывающая электроэнергию для завода и города
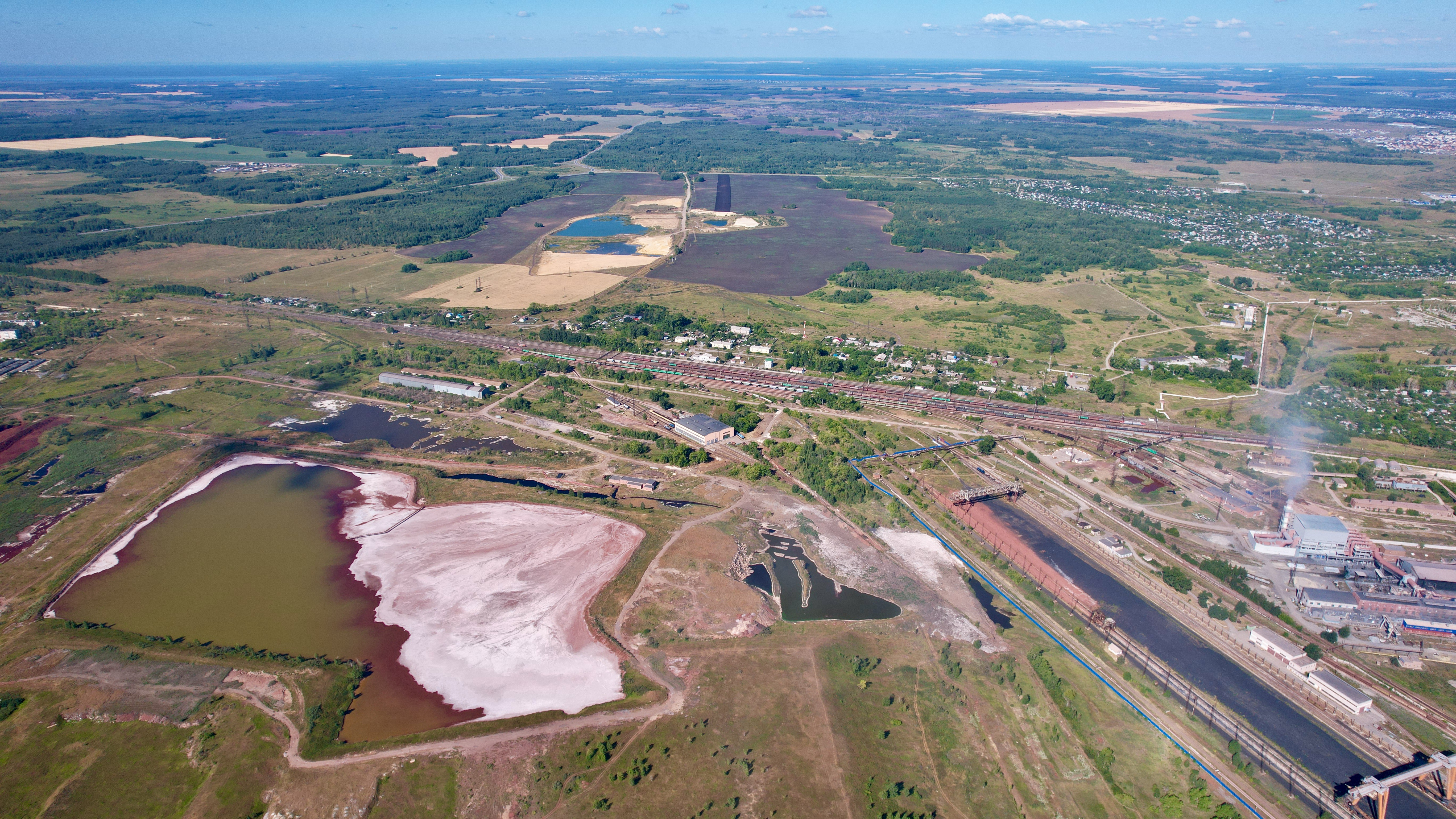
Шламохранилище

## Продукция
Предприятие выпускает глинозём металлургический (Г-00, Г-00К), глинозём неметаллургический (ГСК, ГЭФ, ГК) и гидроксид алюминия.

## Руководство
В разные годы заводом руководили:
- Богданчиков, Виктор Петрович (1939—1941);
- Славский, Ефим Павлович (1941—1945);
- Перцев, Иустин Иванович (1945—1948);
- Пустильник, Иосиф Исаакович (1948—1954);
- Кабанов, Анатолий Яковлевич (1954—1962);
- Садовский, Вячеслав Гаврилович (1962—1968);
- Злоказов, Борис Георгиевич (1968—1977);
- Фомин, Эдуард Сергеевич (1977—1985);
- Школьников, Рудольф Михайлович (1985—2000);
- Смоляницкий, Борис Исаакович (2000—2010);
- Жуков, Евгений Иванович (2010—2015);
- Кожевников, Виктор Александрович (2015—2019);
- Пустынных, Евгений Васильевич (2019—)

## Известные сотрудники
- Петров, Василий Иванович (1926—1998) — Герой Социалистического Труда.